# Carolina Mout
Carolina Mout (Barneveld, 27 juli 1962) is een Nederlands actrice, zangeres en voice-over.

## Biografie
Zij haalde de mulo in 1978 in Paramaribo en de havo in 1981 aan het Baarnsch Lyceum. Daarna volgde Mout een opleiding aan de Academie voor Kleinkunst in Amsterdam, waar ze in 1986 afstudeerde.
Na haar opleiding aan de Academie voor Kleinkunst richtte Mout de muziektheatergroep De Meisjes op. Daarna volgde een zelfgeschreven en geproduceerde onewomanshow De Diva en de Draak en een aantal Gershwin concerten. Samen met Bodil de la Parra schreef en speelde zij de toneelstukken Orgeade Overzee en De rode urn. Ze speelde in Omdat ik, omdat jij, Het kerstverhaal volgens, (Regie: Matthijs Rümke) en in Een Macbeth van het Muztheater.
Ook speelde Mout een rol in de musical Beauty and the Beast (Joop van den Ende Theaterprod./Disney), een rol in de Surinaamse musical Bingo! en een rol in De Geheime Tuin. Ze regisseerde Iberia van Perry Dossett en Rolinha Kross en Musicals in Concert, conservatorium Alkmaar. In 2010 was zij een van de leading ladies in de musical Crazy Shopping (Stardust) in Carré.
In 2011 en 2012 stond ze met haar jubileumvoorstelling, MOUT & de zware jongens in het Het Werkteater in Amsterdam.
Naast stemactrice en theatermaker is zij te horen als omroepster in de metro's van de RET. Tegenwoordig is zij ook te horen in het openbaar vervoer van Den Haag HTM en Amsterdam GVB.

## Televisie en film
Met De Meisjes trad ze op in vele televisieprogramma’s, waaronder de TV Show. Hun deelname aan het Star Festival in Knokke werd live uitgezonden. Ze speelde diverse kleine rollen in Sam Sam, Unit 13, en Russen. In 2013 was ze te zien in de film Bobby en de geestenjagers. Daarnaast is Mout als stemactrice te horen in tekenfilms als Phineas en Ferb en als Wendy in Bob de Bouwer. Mout sprak ook overige stemmen in voor de Pixar-animatiefilm The Incredibles uit 2004.
Mout is als docent zanginterpretatie verbonden aan de Hogeschool Dansacademie Lucia Marthas, als gastdocent bij het Prins Claus Conservatorium en Hogeschool Inholland in Alkmaar.

## Prijzen
- De Meisjes hebben in 1988 een Zilveren Harp gewonnen.
- Orgeade Overzee werd genomineerd voor de CJP Podiumprijs en won de Mr. H.G. van der Vies-prijs, een letterkundige prijs voor beste nieuwe toneelstuk.
- Voor haar rol La Commodia in Beauty and the Beast ontving Carolina een nominatie voor beste vrouwelijke bijrol in de John Kraaykamp Musical Awards.